# گربه‌ماهی کور هندی
گربه‌ماهی کور هندی (نام علمی: Horaglanis krishnai) نام یک گونه از سرده گربه‌ماهی‌های کور هندی است.